# Gelttalspitze
Die Gelttalspitze (auch Geltalspitze, italienisch Cima di Valfredda) ist ein 3126 m s.l.m. hoher Gipfel in der Rieserfernergruppe in Südtirol. Sie liegt knapp einen Kilometer nördlich des Gemsbichljochs, einem Übergang vom Antholzer Tal zum Reintal. Unweit des Gemsbichljochs befindet sich die Rieserfernerhütte, die 1980 vom Alpenverein Südtirol an Stelle der ehemaligen Fürther Hütte errichtet wurde. Die Gelttalspitze ist der Hausberg der Rieserfernerhütte. Benannt ist der Berg nach dem Gelttal, dem knapp 6 Kilometer langen Seitental des Reintals, das von Südwesten zum Gemsbichljoch ansteigt. Das gesamte Gebiet ist Teil des Naturparks Rieserferner-Ahrn.
In der Westflanke der Gelttalspitze, 200 Meter nördlich der Rieserfernerhütte, wurden 1992 und 1994 auf einer Höhe von 2841 m Socken und andere Beinkleider gefunden, die aus der Hallstattzeit stammen und somit etwa 2.500–2.800 Jahre alt sind – der sogenannte Rieserfernerfund.

## Anstiegsmöglichkeiten
Von der Rieserfernerhütte folgt man zunächst in nördlicher Richtung dem markierten Anstiegsweg zum Fernerköpfl, der die Geltalspitze auf der Südostseite quert. Noch vor dieser Querung, auf einer Höhe von ungefähr 3000 m, verlässt man diesen Weg und erreicht unschwierig weglos über den blockigen Südgrat den Gipfel der Gelttalspitze. Von der Hütte erreicht man den Gipfel in knapp einer Stunde.